# Georges Debray
Pour les articles homonymes, voir Debray.
Georges Debray, né le 27 septembre 1892 à Paris et mort le 29 avril 1961 à Paris, est un évêque catholique français, évêque de Meaux de 1941 à 1961.

## Biographie
Georges Camille Louis Debray naît dans le 6e arrondissement de Paris en 1892. Il est le quatrième enfant des neuf d’Henri Debray (1856-1922) et de son épouse Joséphine Félice. Son frère cadet est André Debray. Son oncle Léopold Debray (1859-1931) était prêtre de Morangis.
Georges Debray est ordonné prêtre à 27 ans le 29 juin 1920 pour le diocèse de Paris. Il est d’abord préfet de division à l’école Saint-Jean de Passy. En juin 1925, il devient vicaire de l’église Saint-Lambert de Vaugirard. Puis en décembre 1930, il est nommé sous-directeur de l’administration temporelle du culte à l’archevêché de Paris.
En 1934, il est assesseur ecclésiastique de l’ACF[précision nécessaire]. En 1937, il est vicaire général de Paris et archidiacre de Sceaux ; en 1939, il devient pronotaire apostolique. En septembre 1939, Georges Debray est appelé comme capitaine d’infanterie.
Le 15 janvier 1941, il est nommé coadjuteur de Joseph Évrard, évêque de Meaux, et porte le titre d’évêque titulaire de Farbeto.
Sa consécration comme évêque a lieu à Notre-Dame de Paris le 25 mars 1941 et il est nommé évêque de Meaux à la suite de Joseph Évrard le 25 juillet 1942, à l’âge de 50 ans. La France est alors en pleine occupation allemande.

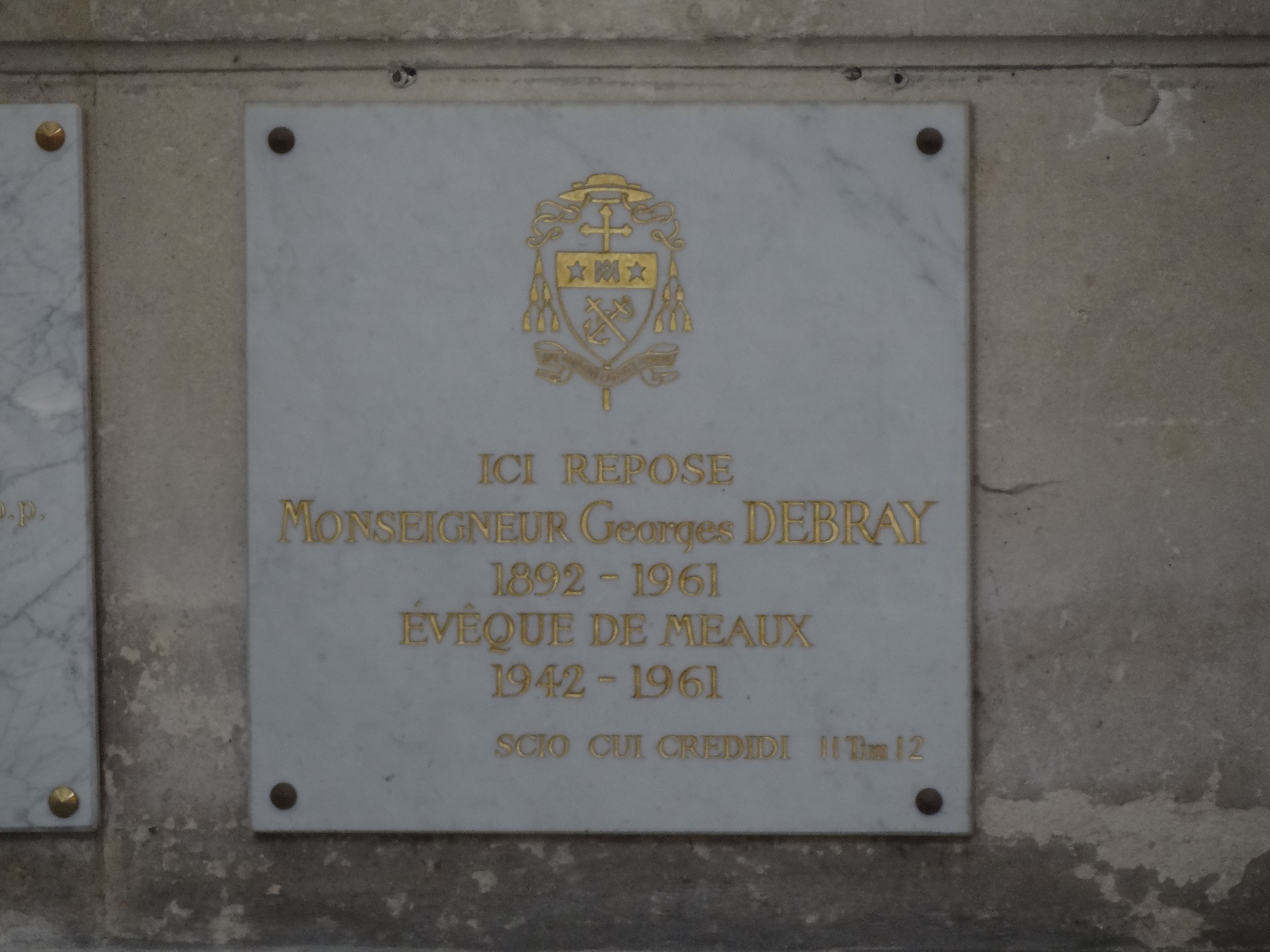
La plaque commémorative de Georges Debray dans le chœur de la cathédrale de Meaux.

Il meurt d’une embolie à la suite d'une intervention chirurgicale à la clinique des Frères Saint-Jean-de-Dieu de Paris. Il est enterré dans le caveau des évêques dans le chœur de la cathédrale de Meaux. Dans le sanctuaire, prés de la tombe de Bossuet, une plaque de marbre blanc lui rend hommage.

## Distinctions
- Officier de la Légion d'honneur (21 septembre 1951)[1]